# Pigerne i 4.b
|  | Denne artikel er oprettet af botten PalnaBot ud fra en ekstern database. Den kan derfor have sproglige fejl eller mangler. Denne skabelon kan fjernes efter kontrol af indholdet. |

Pigerne i 4.b er en børnefilm instrueret af Vibe Mogensen efter manuskript af Vibe Mogensen og Anders Riis-Hansen.

## Handling
Hjerteveninde, stenveninde, bedsteveninde - afgørende begreber for pigerne i 4.b. Denne dokumentarfilm handler om venindeskab på godt og ondt. Umærkeligt følger filmholdet pigerne i skolen og på lejr, hvor store dramaer udspiller sig. Dramaer med klassiske temaer og en arketypisk rollebesætning: prinsessen, rivalinden, hjælperen, budbringeren og alle de andre. Drengene eksisterer, men langt ude i følelsernes horisont. Forholdet til veninderne, dét er alvor. Det er dét, det hele handler om.